# Kenia op de Olympische Zomerspelen 2008

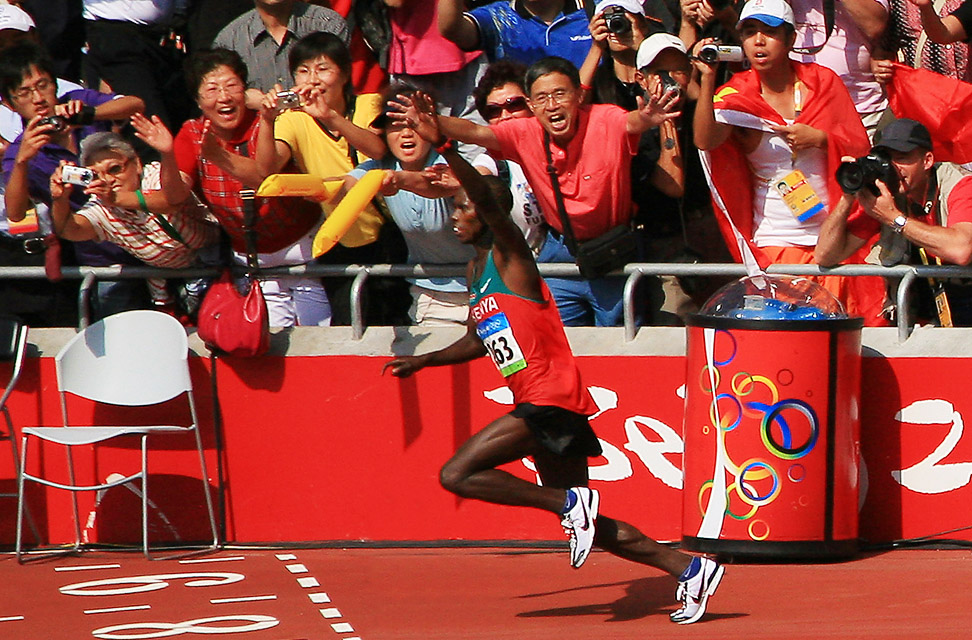
Samuel Wanjiru wint goud bij de marathon

Kenia nam deel aan de Olympische Zomerspelen 2008 in Peking, China. Kenia debuteerde op de Zomerspelen in 1956 en deed nu voor de twaalfde keer mee. Er werd een recordaantal medailles gewonnen. Het aantal van zes keer goud was een verbetering van het record uit 1988. Alle medailles werden in de atletiek behaald.

## Medailleoverzicht
| Sport    | Olympiër            | Discipline             | Medaille |
| -------- | ------------------- | ---------------------- | -------- |
| Atletiek | Wilfred Bungei      | 800m (m)               | Goud     |
| Atletiek | Asbel Kiprop*       | 1500m (m)              | Goud     |
| Atletiek | Brimin Kipruto      | 3000m steeplechase (m) | Goud     |
| Atletiek | Samuel Wanjiru      | marathon (m)           | Goud     |
| Atletiek | Pamela Jelimo       | 800m (v)               | Goud     |
| Atletiek | Nancy Langat        | 1500m (v)              | Goud     |
| Atletiek | Eliud Kipchoge      | 5000m (m)              | Zilver   |
| Atletiek | Janeth Jepkosgei    | 800m (v)               | Zilver   |
| Atletiek | Eunice Jepkorir     | 3000m steeplechase (v) | Zilver   |
| Atletiek | Catherine Ndereba   | marathon (v)           | Zilver   |
| Atletiek | Alfred Yego         | 800m (m)               | Brons    |
| Atletiek | Edwin Cheruiyot Soi | 5000m (m)              | Brons    |
| Atletiek | Micah Kogo          | 10000m (m)             | Brons    |
| Atletiek | Richard Mateelong   | 3000m steeplechase (m) | Brons    |
| Atletiek | Sylvia Kibet **     | 5000m (v)              | Brons    |
| Atletiek | Linet Masai **      | 10000m (v)             | Brons    |

* Kiprop eindigde in eerste instantie op de tweede plaats, maar doordat de winnaar op het gebruik van doping werd betrapt, schoof hij door naar de eerste plaats.
- - Kibet en Masai schoven op naar het brons vanwege de positieve dopingtest van de De Turkse Elvan Abeylegesse[2]

## Deelnemers en resultaten

### Atletiek
| Olympiër              | Onderdeel              | Resultaat | Prestatie                                                                             |
| --------------------- | ---------------------- | --------- | ------------------------------------------------------------------------------------- |
| Vincent Mumo Kiilu    | 400m (m)               | 47e       | serie 3: 7de in 46,79                                                                 |
| Wilfred Bungei        | 800m (m)               | Goud      | serie 1: 1ste in 1.44,90 halve finale 1: 1ste in 1.46,23 finale: 1ste in 1.44,65      |
| Boaz Kiplagat Lalang  | 800m (m)               | 9e        | serie 8: 2de in 1.45,72 halve finale 2: 3de in 1.45,87                                |
| Alfred Yego           | 800m (m)               | Brons     | serie 4: 2de in 1.46,04 halve finale 2: 1ste in 1.44,73 finale: 3de in 1.44,82        |
| Augustine Choge       | 1500m (m)              | 10e       | serie 4: 3de in 3.35,47 halve finale 2: 3de in 3.37,54 finale: 1ste in 3.33,11        |
| Asbel Kiprop          | 1500m (m)              | Goud      | serie 2: 1ste in 3.41,28 halve finale 1: 1ste in 3.37,04 finale: 10de in 3.35,50      |
| Nicholas Kemboi       | 1500m (m)              | 33e       | serie 3: 11de in 3.41,56                                                              |
| Eliud Kipchoge        | 5000m (m)              | Zilver    | serie 1: 2de in 13.37,50 finale: 2de in 13.02,80                                      |
| Thomas Longosiwa      | 5000m (m)              | 12e       | serie 3: 4de in 13.41,30 finale: 12de in 13.31,34                                     |
| Edwin Soi             | 5000m (m)              | Brons     | serie 2: 1ste in 13.46,41 finale: 3de in 13.06,22                                     |
| Micah Kogo            | 10000m (m)             | Brons     | 27.04,11                                                                              |
| Moses Ndiema Masai    | 10000m (m)             | 4e        | 27.04,11                                                                              |
| Martin Mathathi       | 10000m (m)             | 7e        | 27.08,25                                                                              |
| Ezekiel Kemboi        | 3000m steeplechase (m) | 7e        | serie 2: 4de in 8.17,55 finale: 7de in 8.16,38                                        |
| Brimin Kipruto        | 3000m steeplechase (m) | Goud      | serie 1: 2de in 8.23,53 finale: 1ste in 8.10,34                                       |
| Richard Matelong      | 3000m steeplechase (m) | Brons     | serie 3: 2de in 8.19,87 finale: 3de in 8.11,01                                        |
| Luke Kibet            | marathon (m)           | DNF       | niet gefinisht                                                                        |
| Martin Lel            | marathon (m)           | 5e        | 2:10.24                                                                               |
| Samuel Wanjiru        | marathon (m)           | Goud      | 2:06.32 (OR)                                                                          |
| David Kimutai         | marathon (m)           | 19e       | 1:22.21                                                                               |
|                       |                        |           |                                                                                       |
| Elizabeth Muthuka     | 400m (v)               | DNS       |                                                                                       |
| Pamela Jelimo         | 800m (v)               | Goud      | serie 3: 1ste in 2.03,18 halve finale 2: 1ste in 1.57,31 finale: 1ste in 1.54,87 (AF) |
| Janeth Jepkosgei      | 800m (v)               | Zilver    | serie 6: 1ste in 1.59,72 halve finale 3: 1ste in 1.57,28 finale: 2de in 1.56,07       |
| Irene Jelagat         | 1500m (v)              | 18e       | serie 1: 9de in 4.09,92                                                               |
| Viola Kibiwot         | 1500m (v)              | 25e       | serie 2: 5de in 4.15,62                                                               |
| Nancy Lagat           | 1500m (v)              | Brons     | serie 3: 1ste in 4.03,02 finale: 1ste in 4.00,03                                      |
| Vivian Cheruiyot      | 5000m (v)              | 4e        | serie 2: 2de in 14.57,27 finale: 4de in 15.46,32                                      |
| Priscah Jepleting     | 5000m (v)              | 10e       | serie 2: 4de in 14.58,07 finale: 10de in 15.51,78                                     |
| Sylvia Kibet          | 5000m (v)              | Brons     | serie 1: 2de in 15.10,37 finale: 3de in 15.44,96                                      |
| Peninah Arusei        | 10000m (v)             | 16e       | 31.39,87                                                                              |
| Linet Masai           | 10000m (v)             | Brons     | 30.26,50 (NR)                                                                         |
| Lucy Wangui           | 10000m (v)             | 5e        | 30.39,96                                                                              |
| Eunice Jepkorir       | 3000m steeplechase (v) | Zilver    | serie 3: 1ste in 9.21,31 finale: 2de in 9.07,41                                       |
| Ruth Bosibori Nyangau | 3000m steeplechase (v) | 5e        | serie 1: 2de in 9.19,75 finale: 5de in 9.17,35                                        |
| Veronica Nyaruai      | 3000m steeplechase (v) | 41e       | serie 2: 12de in 10.01,69                                                             |
| Martha Komu           | marathon (v)           | 5e        | 2:27.23                                                                               |
| Salina Jebet Kosgei   | marathon (v)           | 10e       | 2:29.28                                                                               |
| Catherine Ndereba     | marathon (v)           | Zilver    | 2:27.06                                                                               |

### Boksen
| Olympiër        | Onderdeel | Resultaat | Prestatie                             |
| --------------- | --------- | --------- | ------------------------------------- |
| Suleiman Bilali | -48kg (m) | 17e       | 1ste ronde: V van DOM Montero: 3-9    |
| Bernard Ngumba  | -51kg (m) | 17e       | 1ste ronde: V van UZB Doniyorov: 1-10 |
| Nick Okoth      | -57kg (m) | 17e       | 1ste ronde: V van MEX Reyes: 2-6      |
| Aziz Ali        | -81kg (m) | 17e       | 1ste ronde: V van TUR Muzaffer: 3-8   |

### Roeien
| Olympiër               | Onderdeel | Resultaat | Prestatie                                                                          |
| ---------------------- | --------- | --------- | ---------------------------------------------------------------------------------- |
| Matthew Lidaywa Mwange | skiff (m) | 30e       | serie 1: 6de in 8.16,09 halve finale E/F: 4de in 7.49,17 finale F: 1ste in 7.52,29 |

### Taekwondo
| Olympiër        | Onderdeel | Resultaat | Prestatie                                                                                                   |
| --------------- | --------- | --------- | --- |
| Dickson Wamwiri | -58kg (m) | 11e       | kwalificatie: V van TPE Chu: 0-7                                                                            |
|                 |           |           | |
| Mildred Alango  | -49kg (m) | 5e        | kwalificatie: V van CHN Wu: 0-7 herkansingen: W van SWE Zajc: 2-2 bronzen finale: V van VEN Contrerasa: 0-1 |

### Zwemmen
| Olympiër      | Onderdeel            | Resultaat | Prestatie                                                                     |
| ------------- | -------------------- | --------- | ----------------------------------------------------------------------------- |
| David Dunford | 50m vrije slag (m)   | 30e       | serie 9: 1ste in 22,29                                                        |
| Jason Dunford | 100m vrije slag (m)  | 24e       | serie 4: 1ste in 49,06                                                        |
| Jason Dunford | 100m vlinderslag (m) | 5e        | serie 7: 1ste in 51,14 (AF) halve finale 1: 3de in 51,33 finale: 5de in 51,47 |

Afghanistan · Albanië · Algerije · Amerikaanse Maagdeneilanden · Amerikaans-Samoa · Andorra · Angola · Antigua en Barbuda · Argentinië · Armenië · Aruba · Australië · Azerbeidzjan · Bahama's · Bahrein · Bangladesh · Barbados · België · Belize · Benin · Bermuda · Bhutan · Bolivia · Bosnië en Herzegovina · Botswana · Brazilië · Britse Maagdeneilanden · Bulgarije · Burkina Faso · Burundi · Cambodja · Canada · Centraal-Afrikaanse Republiek · Chili · China · Chinees Taipei · Colombia · Comoren · Congo-Brazzaville · Congo-Kinshasa · Cookeilanden · Costa Rica · Cuba · Cyprus · Denemarken · Djibouti · Dominica · Dominicaanse Republiek · Duitsland · Ecuador · Egypte · El Salvador · Equatoriaal-Guinea · Eritrea · Estland · Ethiopië · Fiji · Filipijnen · Finland · Frankrijk · Gabon · Gambia · Georgië · Ghana · Grenada · Griekenland · Groot-Brittannië · Guam · Guatemala · Guinee · Guinee‑Bissau · Guyana · Haïti · Honduras · Hongarije · Hongkong · Ierland · IJsland · India · Indonesië · Irak · Iran · Israël · Italië · Ivoorkust · Jamaica · Japan · Jemen · Jordanië · Kaaimaneilanden · Kaapverdië · Kameroen · Kazachstan · Kenia · Kirgizië · Kiribati · Koeweit · Kroatië · Laos · Lesotho · Letland · Libanon · Liberia · Libië · Liechtenstein · Litouwen · Luxemburg · Macedonië · Madagaskar · Malawi · Malediven · Maleisië · Mali · Malta · Marshalleilanden · Marokko · Mauritanië · Mauritius · Mexico · Micronesië · Moldavië · Monaco · Mongolië · Montenegro · Mozambique · Myanmar · Namibië · Nauru · Nederland · Nederlandse Antillen · Nepal · Nicaragua · Nieuw-Zeeland · Niger · Nigeria · Noord-Korea · Noorwegen · Oeganda · Oekraïne · Oezbekistan · Oman · Oostenrijk · Oost‑Timor · Pakistan · Palau · Palestina · Panama · Papoea-Nieuw-Guinea · Paraguay · Peru · Polen · Portugal · Puerto Rico · Qatar · Roemenië · Rusland · Rwanda · Saint Kitts en Nevis · Saint Lucia · Saint Vincent en Grenadines · Salomonseilanden · Samoa · San Marino · Sao Tomé en Principe · Saoedi-Arabië · Senegal · Servië · Seychellen · Sierra Leone · Singapore · Slovenië · Slowakije · Soedan · Somalië · Spanje · Sri Lanka · Suriname · Swaziland · Syrië · Tadzjikistan · Tanzania · Thailand · Togo · Tonga · Trinidad en Tobago · Tsjaad · Tsjechië · Tunesië · Turkije · Turkmenistan · Tuvalu · Uruguay · Vanuatu · Venezuela · Verenigde Arabische Emiraten · Verenigde Staten · Vietnam · Wit-Rusland · Zambia · Zimbabwe · Zuid-Afrika · Zuid-Korea · Zweden · Zwitserland
Uitgesloten van deelname: Brunei